# Paeonia rockii

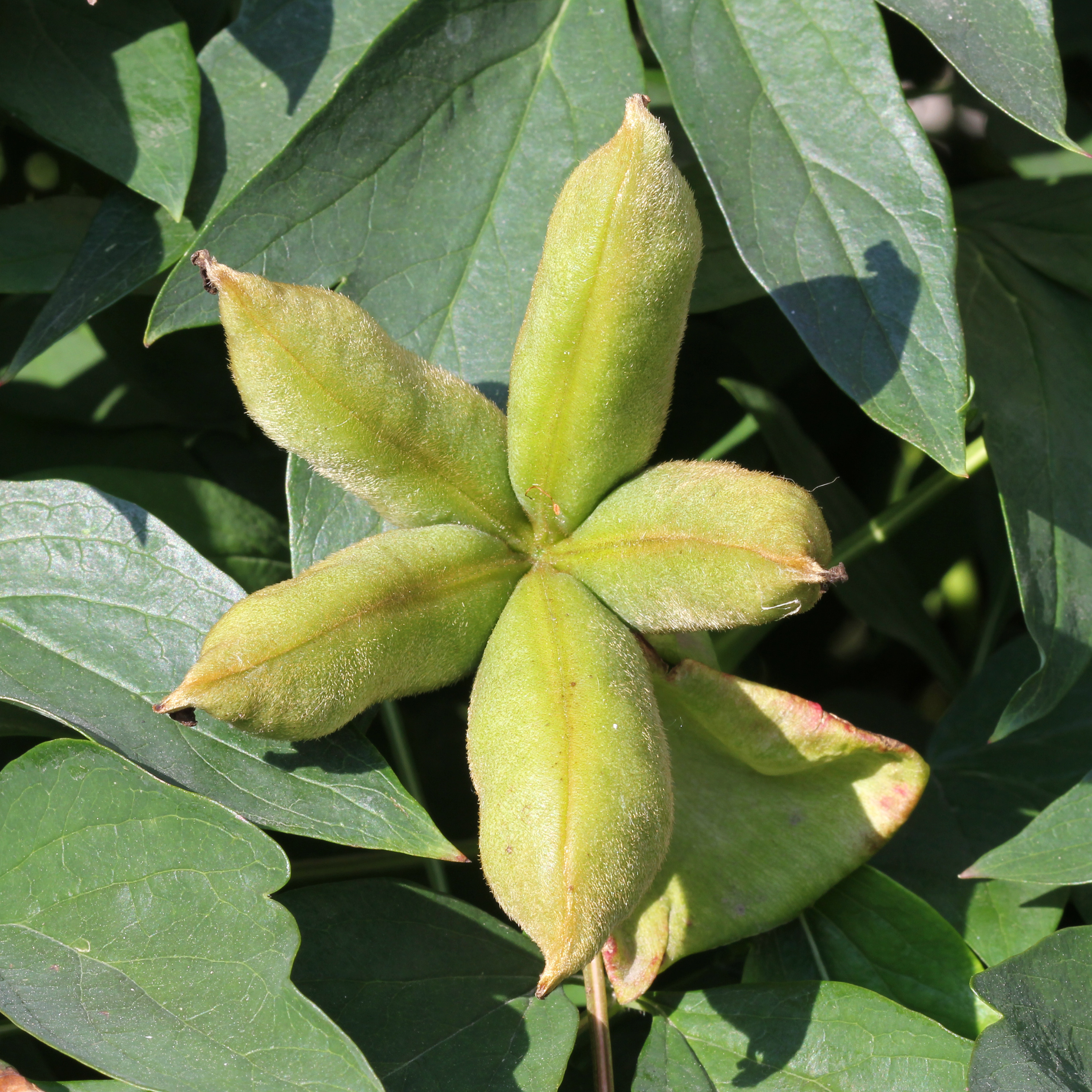
Fruto

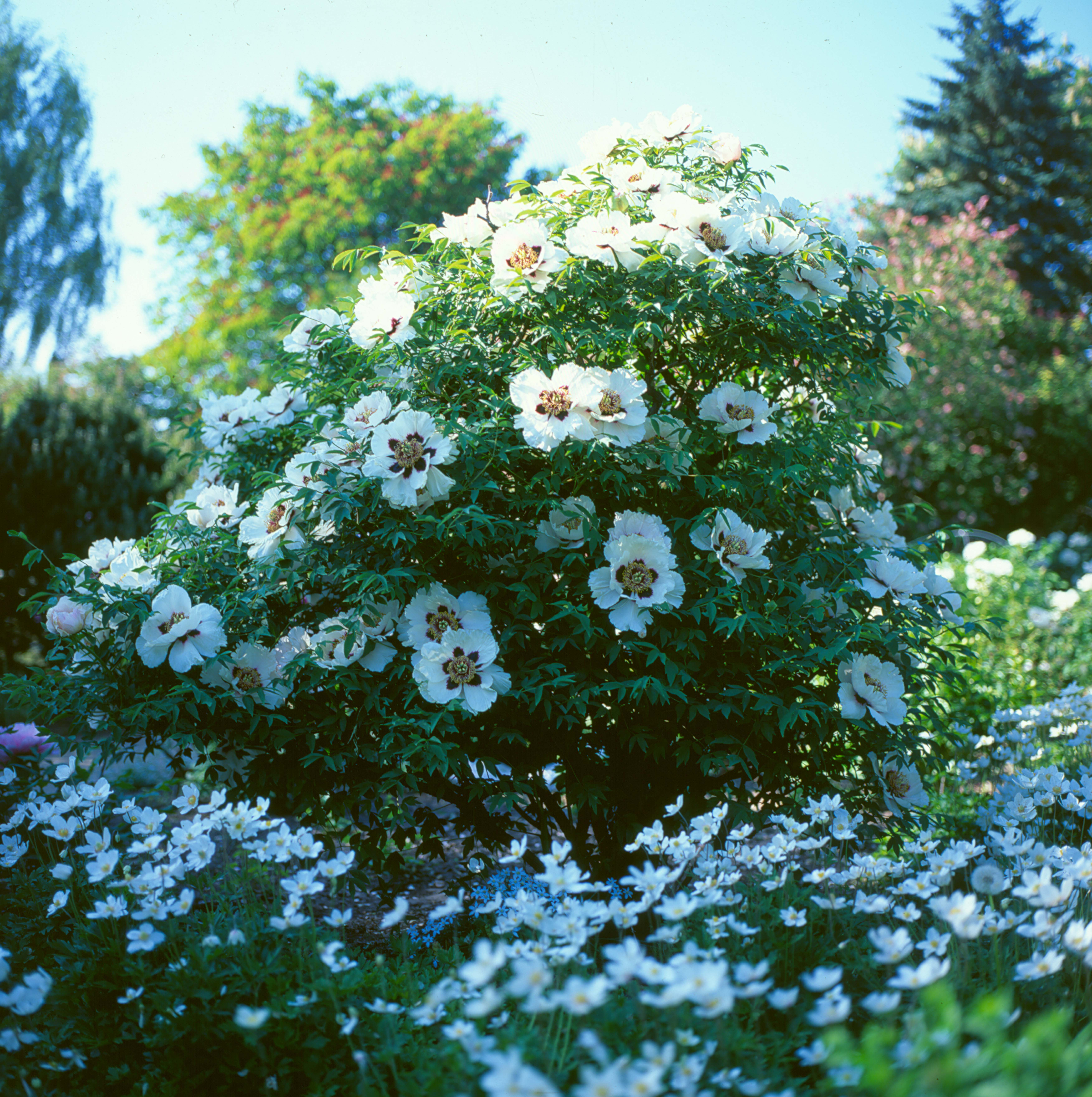
Vista de la planta

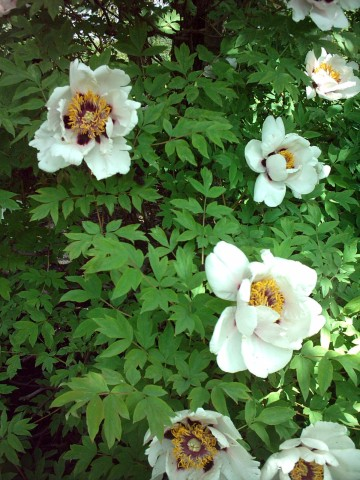
Flores

La  peonía arbórea o peonía de Rock (Paeonia rockii) es una especie de planta leñosa de peonía, nombrada así en honor a  Joseph Rock.  Es nativa de las montañas de  China occidental, principalmente de Gansu y provincias adyacentes.  En chino, se la conoce como  牡丹 (pinyin: mǔ dān)  o 牡丹皮 (pinyin: mǔ dān pí),  y su flor  牡丹花 (pinyin: mǔ dān huā).  Ya no es oficialmente la flor nacional de China, siguiendo un referéndum de 1994 .

## Usos
Se la cultiva como una planta ornamental.  Es muy resistente a helada y a enfermedades fúngicas,  crece en países norteños de Europa:  Suecia, Finlandia. En Alemania es la más fuerte de las especies  de peonías arbóreas.
Como Paeonia lactiflora, otra especie china de peonía, es usada como remedio herbal en medicina tradicional china .

## Híbridosderockii
Sus híbridos incluyendo a  Paeonia rockii como un pariente se llaman Rockii-híbridos.  En China hay  varios grupos de cultivares de esos híbridos, denominados Gansu Mudan  y  Zhongyuan Mudan, o grupo de cultivares chinos del noroeste.  El grupo europeo Suffruticosa  (Paeonia × suffruticosa) también cae aquí.

## Taxonomía
Paeonia rockii fue descrita por (S.G.Haw & Lauener) T.Hong & J.J.Li ex D.Y.Hong y publicado en Bulletin of Botanical Laboratory of North-Eastern Forestry Institute 12(3): 227, f. 4. 1992.
Etimología
Paeonia: nombre genérico en honor de Peón, el médico de los dioses que aparece mencionado en la Ilíada y en la Odisea de Homero. Curó a Ares cuando fue herido por Diomedes durante la guerra de Troya; también se menciona una curación anterior que le hizo a Hades de una flecha lanzada por Heracles en Pilos.
También en Plinio el Viejo, libro 25, X, 1, que la recomienda contra «las pesadillas provocadas por los Faunos.»

rockii: epíteto otorgado en honor del botánico Joseph Rock.
Variedad aceptada
- Paeonia rockii subsp. atava (Brühl) D.Y.Hong & K.Y.Pan

Sinonimia
- Paeonia rockii subsp. linyanshanii (Halda) T.Hong & Osti
- Paeonia × suffruticosa var. linyanshanii Halda
- Paeonia × suffruticosa subsp. rockii S.G.Haw & Lauener[5]